# Saison 2024 de l'équipe cycliste Alpecin-Deceuninck
La saison 2024 de l'équipe cycliste Alpecin-Deceuninck est la seizième de cette équipe.

## Coureurs et encadrement technique

### Effectif
| Coureur               | Date de Nais.     | Nationalité      | Équipe en 2023                 | Vict. | Cont.             | Maillot dist. |
| --------------------- | ----------------- | ---------------- | ------------------------------ | ----- | ----------------- | ------------- |
| Maurice Ballerstedt   | 16 janvier 2001   | Allemagne        | Alpecin-Deceuninck             | 0     | 01/2023 - 12/2024 |               |
| Tobias Bayer          | 17 novembre 1999  | Autriche         | Alpecin-Deceuninck             | 0     | 01/2021 - 12/2026 |               |
| Lars Boven            | 13 août 2001      | Pays-Bas         | Jumbo-Visma Development        | 0     | 01/2024 - 12/2025 |               |
| Nicola Conci          | 5 janvier 1997    | Italie           | Alpecin-Deceuninck             | 0     | 01/2023 - 12/2024 |               |
| Silvan Dillier        | 3 août 1990       | Suisse           | Alpecin-Deceuninck             | 0     | 01/2021 - 12/2025 |               |
| Samuel Gaze           | 12 décembre 1997  | Nouvelle-Zélande | Alpecin-Deceuninck             | 0     | 01/2022 - 12/2026 |               |
| Robbe Ghys            | 11 janvier 1997   | Belgique         | Alpecin-Deceuninck             | 0     | 01/2023 - 12/2025 |               |
| Michael Gogl          | 4 novembre 1993   | Autriche         | Alpecin-Deceuninck             | 0     | 01/2022 - 12/2025 |               |
| Kaden Groves          | 23 décembre 1998  | Australie        | Alpecin-Deceuninck             | 3     | 01/2023 - 12/2026 |               |
| Quinten Hermans       | 29 juillet 1995   | Belgique         | Alpecin-Deceuninck             | 1     | 01/2023 - 12/2025 |               |
| Juri Hollmann         | 30 août 1999      | Allemagne        | Movistar                       | 0     | 01/2024 - 12/2025 |               |
| Jimmy Janssens        | 30 mai 1989       | Belgique         | Alpecin-Deceuninck             | 0     | 01/2020 - 12/2025 |               |
| Timo Kielich          | 5 août 1999       | Belgique         | Alpecin-Deceuninck Development | 1     | 01/2024 - 12/2025 |               |
| Søren Kragh Andersen  | 10 août 1994      | Danemark         | Alpecin-Deceuninck             | 0     | 01/2023 - 12/2024 |               |
| Axel Laurance         | 13 avril 2001     | France           | Alpecin-Deceuninck Development | 4     | 01/2024 - 12/2024 |               |
| Senne Leysen          | 18 mars 1996      | Belgique         | Alpecin-Deceuninck             | 0     | 01/2020 - 12/2024 |               |
| Xandro Meurisse       | 31 janvier 1992   | Belgique         | Alpecin-Deceuninck             | 0     | 01/2021 - 12/2025 |               |
| Jason Osborne         | 20 mars 1994      | Allemagne        | Alpecin-Deceuninck             | 0     | 01/2023 - 09/2024 |               |
| Jasper Philipsen      | 2 mars 1998       | Belgique         | Alpecin-Deceuninck             | 9     | 01/2021 - 12/2028 |               |
| Edward Planckaert     | 1er février 1995  | Belgique         | Alpecin-Deceuninck             | 0     | 01/2021 - 12/2025 |               |
| Jensen Plowright      | 15 mai 2000       | Australie        | Alpecin-Deceuninck             | 2     | 01/2023 - 12/2025 |               |
| Jonas Rickaert        | 7 février 1994    | Belgique         | Alpecin-Deceuninck             | 0     | 01/2019 - 12/2025 |               |
| Oscar Riesebeek       | 23 décembre 1992  | Pays-Bas         | Alpecin-Deceuninck             | 0     | 01/2020 - 12/2025 |               |
| Ramon Sinkeldam       | 9 février 1989    | Pays-Bas         | Alpecin-Deceuninck             | 0     | 01/2023 - 12/2024 |               |
| Henri Uhlig           | 1er août 2001     | Allemagne        | Alpecin-Deceuninck Development | 0     | 01/2024 - 12/2025 |               |
| Fabio Van Den Bossche | 21 septembre 2000 | Belgique         | Alpecin-Deceuninck             | 0     | 01/2022 - 12/2025 |               |
| Mathieu van der Poel  | 19 janvier 1995   | Pays-Bas         | Alpecin-Deceuninck             | 4     | 01/2014 - 12/2028 |               |
| Stan Van Tricht       | 20 septembre 1999 | Belgique         | Soudal Quick-Step              | 1     | 01/2024 - 12/2025 |               |
| Luca Vergallito       | 14 septembre 1997 | Italie           | Alpecin-Deceuninck Development | 0     | 01/2024 - 12/2026 |               |
| Gianni Vermeersch     | 19 novembre 1992  | Belgique         | Soudal Quick-Step              | 1     | 03/2017 - 12/2025 |               |

### Encadrement technique
| Poste                          | Identité |
| ------------------------------ | --- |
| Manager général                | Philip Roodhooft |
| Directeur sportif              | Christoph Roodhooft |
| Assistants directeurs sportifs | Frederik Willems, Gianni Meersman, Jens Keukeleire, Kris Wouters, Kristof De Kegel, Luuc Bugter, Preben Van Hecke, Rik Van Slycke |

## Classement UCI par équipes
Le classement UCI par équipes se calcule en comptabilisant les points des 20 meilleurs coureurs de l'équipe. Ce classement est calculé avec les points acquis lors de l'année civile. Au terme d'une période de trois ans (2023-2025), les dix-huit meilleures équipes recevront une licence World Tour pour la prochaine période (2026-2028).
| Classement UCI (par équipes) au 20 octobre 2024 | Classement UCI (par équipes) au 20 octobre 2024 | Classement UCI (par équipes) au 20 octobre 2024 | Classement UCI (par équipes) au 20 octobre 2024 | Classement UCI (par équipes) au 20 octobre 2024 |
| #                                               | Équipe                                          | 2024                                            | Diff.                                           |                                                 |
| ----------------------------------------------- | ----------------------------------------------- | ----------------------------------------------- | ----------------------------------------------- | ----------------------------------------------- |
| 1                                               | UAE Team Emirates                               | 37407,60                                        | -                                               |                                                 |
| 2                                               | Team Visma-Lease a Bike                         | 20427,98                                        | 16979,62                                        |                                                 |
| 3                                               | Soudal Quick-Step                               | 18153,97                                        | 2274,01                                         |                                                 |
| 4                                               | Lidl-Trek                                       | 17989,00                                        | 164,97                                          |                                                 |
| 5                                               | Red Bull-Bora-Hansgrohe                         | 16894,33                                        | 1094,67                                         |                                                 |
| 6                                               | Decathlon AG2R La Mondiale                      | 15930,84                                        | 963,39                                          |                                                 |
| 7                                               | Ineos Grenadiers                                | 15547,97                                        | 382,87                                          |                                                 |
| 8                                               | Alpecin-Deceuninck                              | 15020,00                                        | 527,97                                          |                                                 |
| 9                                               | Lotto Dstny                                     | 12579,29                                        | 2440,71                                         |                                                 |
| 10                                              | Groupama-FDJ                                    | 12357,00                                        | 222,29                                          |                                                 |
| 11                                              | Israel-Premier Tech                             | 11723,33                                        | 633,67                                          |                                                 |
| 12                                              | EF Education-EasyPost                           | 11594,95                                        | 128,38                                          |                                                 |
| 13                                              | Movistar Team                                   | 10879,00                                        | 715,95                                          |                                                 |
| 14                                              | Jayco AlUla                                     | 10625,30                                        | 253,70                                          |                                                 |
| 15                                              | Intermarché-Wanty                               | 9915,00                                         | 710,30                                          |                                                 |
| 16                                              | Team dsm-firmenich PostNL                       | 9646,63                                         | 268,37                                          |                                                 |
| 17                                              | Bahrain Victorious                              | 9547,16                                         | 99,47                                           |                                                 |
| 18                                              | Uno-X Mobility                                  | 8938,67                                         | 608,49                                          |                                                 |
| 19                                              | Arkéa-B&B Hotels                                | 8735,00                                         | 203,67                                          |                                                 |
| 20                                              | Cofidis                                         | 7889,84                                         | 845,16                                          |                                                 |
| 21                                              | Astana Qazaqstan Team                           | 6563,24                                         | 1326,60                                         |                                                 |
| 22                                              | Tudor Pro Cycling Team                          | 5753,33                                         | 809,91                                          |                                                 |

| Liste des vingt coureurs marquant des points pour le classement UCI par équipes 2024. | Liste des vingt coureurs marquant des points pour le classement UCI par équipes 2024. | Liste des vingt coureurs marquant des points pour le classement UCI par équipes 2024. |
| #                                                                                     | Coureur                                                                               | Points                                                                                |
| ------------------------------------------------------------------------------------- | ------------------------------------------------------------------------------------- | ------------------------------------------------------------------------------------- |
| 1                                                                                     | Jasper Philipsen                                                                      | 4790,00                                                                               |
| 2                                                                                     | Mathieu van der Poel                                                                  | 4053,00                                                                               |
| 3                                                                                     | Kaden Groves                                                                          | 1706,00                                                                               |
| 4                                                                                     | Quinten Hermans                                                                       | 711,00                                                                                |
| 5                                                                                     | Gianni Vermeersch                                                                     | 681,00                                                                                |
| 6                                                                                     | Xandro Meurisse                                                                       | 578,00                                                                                |
| 7                                                                                     | Axel Laurance                                                                         | 496,00                                                                                |
| 8                                                                                     | Søren Kragh Andersen                                                                  | 292,00                                                                                |
| 9                                                                                     | Jensen Plowright                                                                      | 232,00                                                                                |
| 10                                                                                    | Stan Van Tricht                                                                       | 229,00                                                                                |
| 11                                                                                    | Timo Kielich                                                                          | 219,00                                                                                |
| 12                                                                                    | Nicola Conci                                                                          | 185,00                                                                                |
| 13                                                                                    | Lars Boven                                                                            | 172,00                                                                                |
| 14                                                                                    | Luca Vergallito                                                                       | 167,00                                                                                |
| 15                                                                                    | Henri Uhlig                                                                           | 157,00                                                                                |
| 16                                                                                    | Michael Gogl                                                                          | 93,00                                                                                 |
| 17                                                                                    | Maurice Ballerstedt                                                                   | 81,00                                                                                 |
| 18                                                                                    | Juri Hollmann                                                                         | 71,00                                                                                 |
| 19                                                                                    | Tobias Bayer                                                                          | 54,00                                                                                 |
| 20                                                                                    | Edward Planckaert                                                                     | 53,00                                                                                 |
| TOTAL                                                                                 | TOTAL                                                                                 | 15020,00                                                                              |

| Classement UCI (par équipes) pour les années 2023 et 2024. | Classement UCI (par équipes) pour les années 2023 et 2024. | Classement UCI (par équipes) pour les années 2023 et 2024. | Classement UCI (par équipes) pour les années 2023 et 2024. | Classement UCI (par équipes) pour les années 2023 et 2024. | Classement UCI (par équipes) pour les années 2023 et 2024. |
| #                                                          | Équipe                                                     | 2023                                                       | 2024                                                       | Total                                                      | Diff.                                                      |
| ---------------------------------------------------------- | ---------------------------------------------------------- | ---------------------------------------------------------- | ---------------------------------------------------------- | ---------------------------------------------------------- | ---------------------------------------------------------- |
| 1                                                          | UAE Team Emirates                                          | 30963,18                                                   | 37407,60                                                   | 68370,78                                                   | -                                                          |
| 2                                                          | Team Visma-Lease a Bike                                    | 29654,45                                                   | 20427,98                                                   | 50082,43                                                   | 18288,35                                                   |
| 3                                                          | Soudal Quick-Step                                          | 18702,85                                                   | 18153,97                                                   | 36856,82                                                   | 13225,61                                                   |
| 4                                                          | Lidl-Trek                                                  | 16054,45                                                   | 17989,00                                                   | 34043,45                                                   | 2813,37                                                    |
| 5                                                          | Ineos Grenadiers                                           | 17760,93                                                   | 15547,97                                                   | 33308,90                                                   | 734,55                                                     |
| 6                                                          | Red Bull-Bora-Hansgrohe                                    | 13325,13                                                   | 16894,33                                                   | 30219,46                                                   | 3089,44                                                    |
| 7                                                          | Alpecin-Deceuninck                                         | 14519,25                                                   | 15020,00                                                   | 29539,25                                                   | 680,21                                                     |
| 8                                                          | Groupama-FDJ                                               | 14834,51                                                   | 12357,00                                                   | 27191,51                                                   | 2347,74                                                    |
| 9                                                          | Lotto Dstny                                                | 14112,83                                                   | 12579,29                                                   | 26692,12                                                   | 499,39                                                     |
| 10                                                         | Bahrain Victorious                                         | 15787,81                                                   | 9547,16                                                    | 25334,97                                                   | 1357,15                                                    |
| 11                                                         | Decathlon AG2R La Mondiale                                 | 9096,00                                                    | 15930,84                                                   | 25026,84                                                   | 308,13                                                     |
| 12                                                         | EF Education-EasyPost                                      | 11818,69                                                   | 11594,95                                                   | 23413,64                                                   | 1613,20                                                    |
| 13                                                         | Movistar Team                                              | 10989,53                                                   | 10879,00                                                   | 21868,53                                                   | 1545,11                                                    |
| 14                                                         | Israel-Premier Tech                                        | 10022,00                                                   | 11723,33                                                   | 21745,33                                                   | 123,20                                                     |
| 15                                                         | Jayco AlUla                                                | 10737,65                                                   | 10625,30                                                   | 21362,95                                                   | 382,38                                                     |
| 16                                                         | Intermarché-Wanty                                          | 10492,28                                                   | 9915,00                                                    | 20407,28                                                   | 955,67                                                     |
| 17                                                         | Team dsm-firmenich PostNL                                  | 9102,20                                                    | 9646,63                                                    | 18748,83                                                   | 1658,45                                                    |
| 18                                                         | Cofidis                                                    | 10437,41                                                   | 7889,84                                                    | 18327,25                                                   | 421,58                                                     |
| 19                                                         | Arkéa-B&B Hotels                                           | 7229,00                                                    | 8735,00                                                    | 15964,00                                                   | 2363,25                                                    |
| 20                                                         | Uno-X Mobility                                             | 6569,00                                                    | 8938,67                                                    | 15507,67                                                   | 456,33                                                     |
| 21                                                         | Astana Qazaqstan Team                                      | 7044,44                                                    | 6563,24                                                    | 13607,68                                                   | 1899,99                                                    |
| 22                                                         | TotalEnergies                                              | 5765,00                                                    | 4897,00                                                    | 10662,00                                                   | 2945,68                                                    |

## Classement UCI individuel en fin de saison
| 3   | Jasper Philipsen     | 4790,00 |
| 5   | Mathieu van der Poel | 4053,00 |
| 36  | Kaden Groves         | 1706,00 |
| 136 | Quinten Hermans      | 711,00  |
| 147 | Gianni Vermeersch    | 681,00  |
| 174 | Xandro Meurisse      | 578,00  |
| 208 | Axel Laurance        | 496,00  |
| 305 | Søren Kragh Andersen | 292,00  |
| 377 | Jensen Plowright     | 232,00  |
| 383 | Stan Van Tricht      | 229,00  |

| 406  | Timo Kielich        | 219,00 |
| 462  | Nicola Conci        | 185,00 |
| 483  | Lars Boven          | 172,00 |
| 495  | Luca Vergallito     | 167,00 |
| 514  | Henri Uhlig         | 157,00 |
| 716  | Michael Gogl        | 93,00  |
| 776  | Maurice Ballerstedt | 81,00  |
| 862  | Juri Hollmann       | 71,00  |
| 1057 | Tobias Bayer        | 54,00  |
| 1068 | Edward Planckaert   | 53,00  |

| 1217 | Ramon Sinkeldam       | 43,00 |
| 1233 | Fabio Van Den Bossche | 42,00 |
| 1369 | Jonas Rickaert        | 34,00 |
| 1520 | Jimmy Janssens        | 28,00 |
| 1822 | Silvan Dillier        | 19,00 |
| 1926 | Senne Leysen          | 15,00 |
| 2361 | Jason Osborne         | 7,00  |
| 2478 | Robbe Ghys            | 5,00  |
| -    | Samuel Gaze           | 0,00  |
| -    | Oscar Riesebeek       | 0,00  |